# Juha Artturi Kannisto
Juha Artturi Kannisto (Kylmäkoski, 1874. május 12. – Helsinki, 1943. március 10.) finn nyelvész, finnugrista, néprajzkutató, a Magyar Tudományos Akadémia tiszteleti tagja.

## Életútja
1893-tól a Helsinki Egyetemen végezte tanulmányait, többek között Antti Jalava, Arvid Genetz és Eemil Nestor Setälä tanítványaként. 1920-tól 1943-ig maga is a Helsinki Egyetemen tanított, 1927-től a finnugor nyelvtudományi tanszék vezetőjeként.

## Munkássága
Tudományos kutatásai középpontjában a vogul nyelv és néphagyományok vizsgálata állt, de a finnugrisztika egyéb kérdésköreivel is foglalkozott. 1901 és 1906 között öt évet töltött a Permi kormányzóság területén, a vogulok között élve tanulmányozta nyelvüket és népi hagyományaikat. Tanulmányútja eredményeként nagy mennyiségű népi szöveget és népköltészeti alkotást jegyzett fel, népi dallamokat rögzített viaszhengerre és számos néprajzi tárgyat gyűjtött össze. Kutatóútja eredményeinek tudományos szempontú feldolgozására és kiadására részben csak halála után került sor. A vogul nyelv hangtani sajátosságait áttekintő monográfiája még életében megjelent, dallamgyűjtéseit pedig Armas Otto Väisänen adta ki 1937-ben. A népi-népköltészeti szövegek sajtó alá rendezését Matti Liimola fejezte be (1951–1982). Ugyancsak Liimola gondozta Kannisto vogul mitológiára vonatkozó gyűjtésének és összefoglalásának 1958-ban megjelent kiadását, leánya, Tytti Kannisto pedig szibériai naplóját és leveleit adta közre 1963-ban.

## Társasági tagságai és elismerései
1931-ben a Magyar Tudományos Akadémia tiszteleti tagjává választották.

## Főbb művei
- Zur Geschichte des Vokalismus der ersten Silbe im Wogulischen vom qualitativen Standpunkt. Helsinki, 1919
- Die tatarischen Lehnwörter im Wogulischen. Helsinki, 1925
- Wogulische Volksdichtung I–VII. Hrsg. Matti Liimola. Helsinki, 1951–1982
- Materialen zur Mythologie der Wogulen. Hrsg. Matti Liimola. Helsinki, 1958

## További irodalom
- Zsirai Miklós: Kannisto Artur. in: Magyar Nyelv XXXIX. 1943. 169–176.